# دلناز آبادی
دلناز آبادی فیلم‌ساز ایرانی مقیم سان فرانسیسکو و دانش‌آموختهٔ مهندسی نرم‌افزار از دانشگاه برکلی کالیفرنیا است. مستند فتوای محرمانه اولین فیلم بلند او است.

## پیشینه
دلناز آبادی در زمان انقلاب ۱۳۵۷ در ایران دانشجوی سال اول دانشگاه تهران بود، او همچون بسیاری از جوانان نسل خود شیفتهٔ انقلاب شد و با امیدهای فراوان در آن شرکت کرد. ولی دو سال بعد هنگامی که جمهوری اسلامی سرکوب گروه‌های سیاسی مخالف را آغاز کرد، وی که هنوز فعالیت سیاسی داشت به خفا رفت و در سال ۱۹۸۴ میلادی از ایران فرار کرده و در ایالات متحده پناهندگی سیاسی گرفت.
آبادی در آمریکا به تحصیل در رشته علوم کامپیوتر پرداخت و ۲۰ سال در این رشته به کار مشغول بود. ولی در سال ۲۰۰۴ تصمیم گرفت که به یادگیری فیلم‌سازی بپردازد تا از این طریق بتواند روایتگری باشد از آنچه که پس از انقلاب اسلامی بر هم‌نسلان او گذشته است. 

## فیلم‌شناسی
اولین فیلم بلند آبادی «فتوای محرمانه» (محصول سال ۲۰۱۷ میلادی)، روایتی مستند و در عین حال شخصی از بازماندگان اعدام‌های سال ۱۳۶۷ در ایران است. او در این فیلم به دقت و زیبایی هنری این فاجعه را به تصویر کشیده است. بازسازی بسیاری از صحنه‌های تکان‌دهندهٔ آن دوران و گفتگو با شاهدان عینی این فیلم را به یک اثر ماندگار تبدیل کرده است. فیلم‌ساز در این فیلم سعی کرده با استفاده از گفتگو با شاهدان عینی، گفتار متن، بازسازی و استفاده از تصاویر آرشیوی استنادات کافی را برای طرح موضوع‌اش به کار بگیرد و تصویر روشنی از آن چه در زندان‌های آن دوره در ایران رخ داد را ارائه دهد.
او همچنین به عنوان تهیه‌کنندهٔ مشترک در مستند «رستگاری داگ‌تاون» ساختهٔ امیر سلطانی در سالن ۲۰۱۵ فعالیت داشت.